# Сарбіново (Ґостинський повіт)
Сарбіново (пол. Sarbinowo, нім. Sarben) — село в Польщі, у гміні Понець Гостинського повіту Великопольського воєводства.
Населення — 261 особа (2011).
У 1975-1998 роках село належало до Лешненського воєводства.

## Демографія
Демографічна структура станом на 31 березня 2011 року:
|          | Загалом | Допрацездатний вік | Працездатний вік | Постпрацездатний вік |
| -------- | ------- | ------------------ | ---------------- | -------------------- |
| Чоловіки | 142     | 37                 | 91               | 14                   |
| Жінки    | 119     | 23                 | 69               | 27                   |
| Разом    | 261     | 60                 | 160              | 41                   |